# ریکییا کاواماه
ریکییا کاواماه (انگلیسی: Rikiya Kawamae؛ زادهٔ ۲۰ اوت ۱۹۷۱) بازیکن فوتبال اهل ژاپن است.
از باشگاه‌هایی که در آن بازی کرده‌است می‌توان به باشگاه فوتبال ساگان توسو و باشگاه فوتبال سرزو اوساکا اشاره کرد.